# Max Löwenstamm
Max Georg Löwenstamm (* 25. Oktober 1814 in Trebitsch in Mähren; † 9. April 1881 in Pasing bei München) war ein deutscher Kantor und Komponist.

## Leben
Max G. Löwenstamm studierte in Wien bei Salomon Sulzer und wirkte ab 1840 in Prag, ab 1842 in Pest als Oberkantor des Neuen Tempels. 1847 trat er als Oberkantor in München in der dortigen Israelitischen Kultusgemeinde an. Sein Nachfolger in München wurde 1881 Emanuel Kirschner.
Löwenstamm war Lehrer und Vorsänger der jüdischen Gemeinde und leitete den Chor. Auch eigene Kompositionen brachte er zum Einsatz, so eine Kantate zum 50-jährigen Bestehen der Münchner Synagoge am 9. April 1876.
Er war mit Anna, geborene Kohn, verheiratet. Söhne dieser Ehe waren der in Wien tätige Komponist Franz Josef (1843–1903), Gabriel (1851–1919), und Eugen (1855–1933). 

## Werke (Auswahl)
- Das Nöthige aus der Theorie der Musik in 80 Antworten mit besonderer Rücksicht auf Gesang zum Gebrauche für Volks- und Musikschulen kurz und deutlich gegeben, München 1854
- Jubelklänge zur allerhöchsten Vermählungsfeier Sr. Majestät Ludwig des Zweiten, Königs von Bayern, mit Ihrer Kgl. Hoheit der Prinzessin Sofie Charlotte Auguste, Herzogin in Bayern, München 1868
- Semiroth le-el chaj, Synagogengesänge für Solo, Soli u. Chor mit Orgelbegleitung
- Hodo al erez (aus Psalm 148, V. 13/14) für Chor (SATB) und Orgel ad libitum,[3]